# Duo Ciriema
Duo Ciriema foi uma dupla de música sertaneja formada inicialmente por Aparecida Martins Batista (Franca, 22 de maio de 1940 - São Paulo, 17 de julho de 2011) e Irene  Campos Mendonça (Franca, 11 de dezembro de 1939), tendo sido substituída logo depois por Irene Lopes (Franca, 26 de setembro de 1941).

## História
A dupla iniciou carreira em 1959. Em 1960, passou a cantar na Rádio Nacional, no programa “Alvorada cabocla”. Em setembro do mesmo ano, gravou seu primeiro disco, contendo a canção rancheira “Não beba mais não”, de Jeca Mineiro e Orlandinho, e o bolero “Mais uma lição”, de Nonô Basílio. Acompanhada do sanfoneiro Orlandinho, a dupla passou a cantar em diversas rádios paulistas, tendo participado de programas na Nacional, na América, na Bandeirantes e na Piratininga.
Em maio de 1961, lançou o segundo disco contendo a huapango “Pecado de amor”, de Nízio e Piraci e o bolero “Sonhando contigo”, de Junquinha, Junqueira e Paulo Jorge. No mesmo ano, gravou seu maior sucesso, a guarânia “Colcha de retalhos”, de Raul Torres. Pela mesma época, iniciou uma excursão ao Nordeste do Brasil levando a música sertaneja, onde, até então, somente predominavam o frevo e o forró. Apresentou-se na Bahia, Rio Grande do Norte, Alagoas, Sergipe, Paraíba e Ceará. Em janeiro de 1962, lançou o bolero “Beijos proibidos”, de Raimundo Teles e Antônio Mendes, e o rasqueado “Indiazinha”, de Paulo Borges e Doralice Ferreira. 
Ainda em 1962, lançou o rasqueado “Não bebas mais”, de Nízio e Piraci. Em 1963, gravou dois de seus maiores sucessos, o rasqueado “Oh! Ciriema”, de Mário Zan e Nhô Pai e “Bebida não mata saudades”, canção rancheira de Benedito Seviero e Luiz de Castro. Lançou, também, com grande sucesso, inclusive em Assunção, Paraguai, “Lencinho de nhanduti”, de Piraci e Nhô Fio. Em 1964, a dupla fez temporada no país vizinho. De lá trouxe a composição “Saudade”, uma guarânia do escritor e embaixador Mário Palmeiro. A dupla se afastou da vida artística um pouco depois. 
Em 1972, gravou de Serrinha e Athos Campos, “Chitãozinho e Xororó”, retornando à vida artística. Gravou também “Como era bom aquele tempo”, de César e Cirus, “Rogo ao senhor”, de J. K. Filho e Miguel da Portela e “Hei de vencer”, de Capitão Furtado e Juvenal Fernandes. Em 1973, lançou novo LP, onde gravou “Saudade”, guarânia de Mário Palmeiro, até então inédita. Gravou também “Mensagem de esperança”, de Capitão Furtado e João Pacífico, que se tornou tema de uma novela do Capitão Furtado com o mesmo nome. Regravou também “Não beba mais não”, de Jeca Mineiro e Orlandinho, a primeira gravação e sucesso do duo. 
Em 1975, gravou LP pela Copacabana em que se destacaram, entre outras, “Onde tu irás sem mim”, de J. K. Filho e Zito Berdinato e “Vivo chorando”, de Everaldo Ferraz e Silvia Boanato. Em 1978 gravou “Mensagem de esperança”, de Ariovaldo Pires e joão Pacífico. 
O Duo Ciriema deixou a vida artística em fins dos anos 70. Em 1994 a BMG relançou “Não beba mais não”, no CD “Acervo especial sertanejo”. Em 1996 a BMG relançou “Mais uma lição” e “Colcha de retalhos” no CD “Meio século de música sertaneja - volume 2”.
Recentemente, a dupla foi homenageada por Inezita Barroso no programa Viola, Minha Viola exibido em 14 de agosto de 2011, especialmente pela morte de Aparecida, a Cida, devido a um câncer.
Cida faleceu no dia 17 de julho de 2011, às 18:30 hs, em São Paulo, aos 71 anos, quando completaria 52 anos de carreira. Irene Lopes mora na região de Campinas ainda aparece em programas de moda de viola, agora com Iara e Pontelli. Irene Campos Mendonça mora na região da Água Branca, em São Paulo.

## Discografia
- ([S/D]) Sempre um Encanto • Gravadora Som
- (2009) Duo Ciriema • DVD • Coletânea em comemoração aos 50 anos da dupla.
- (1997) Luar do Sertão • CD remasterizado • Coletânea
- (1983) Quem Ama Não Mata • LP (12 músicas)
- (1981) Os Sucessos das Paradas • Coletânea
- (1980) Fronha Molhada • 106.111 • LP (12 músicas)
- (1979) Nosso Juramento • RCA Victor • LP (12 músicas)
- (1978) Louco Delírio • LP (12 músicas)
- (1977) Minha Terra • LP (12 músicas)
- (1977) Os Grandes Sucessos de Duo Ciriema • RCA Victor • Coletânea
- (1977) Homenagem a João Pacífico" • Gravadora Som
- (1975) Pelos caminhos do amor • Copacabana • LP (12 músicas)
- (1974) Não beba mais não • Continental • LP (12 músicas)
- (1972) Mundo Louco • Continental, Caboclo CLP9158 • LP (12 músicas)
- (1972) Duo Ciriema • Top Tape Música TT035 • LP (11 músicas)
- (1971) Duo Ciriema • RCA Victor • Coletânea
- (1971) Meu Mundo é Você • RCA Victor • LP (12 músicas)
- (1970) Mais Uma Lição • RCA Victor • LP (12 músicas)
- (1966) Voltamos • RCA Victor • LP (12 músicas)
- (1962) Nossa Felicidade • Calb5054 RCA Victor • LP (12 músicas)
- (1961) Irene e Aparecida • Calb5033 RCA Victor • LP (12 músicas)
- (1960) Duo Ciriema • Calb5021 RCA Victor • LP (12 músicas)
- (Mar 1963) Oh! Ciriema/Bebida não mata saudade • CAM1181 RCA Victor, Camiden • 78 rotações
- (Fev 1963) Abandono/Queira Deus • CAM1164 RCA Victor, Camiden • 78 rotações
- (Ago 1962) Não bebas por mim/Só tristeza deixou • CAM1144 RCA Victor, Camiden • 78 rotações
- (Mai 1962) Me deixe em paz/Estarei te esperando • CAM1135 RCA Victor, Camiden • 78 rotações
- (Mar 1962) Não posso querer-te/Vovó caduca • CAM1116 RCA Victor, Camiden Cam • 78 rotações
- (Jan 1961) Beijos Proibidos/Indiazinha • CAM1097 RCA Victor Camiden • 78 rotações
- (Ago 1961) Colcha de retalhos/Não bebo mais • CAM1072 RCA Victor, Camiden • 78 rotações
- (Mai 1961) Pecado de amor/Sonhando contigo • CAM 1057 RCA Camden • 78 rotações
- (Jan 1961) Nosso tango/Teu desprezo • CAM1027 RCA Victor, Camiden • 78 rotações
- (Set 1960) Não beba mais não/Mais uma lição • CAM1014 RCA Victor, Camiden • 78 rotações

Fonte: 